# El Bordj
El Bordj là một đô thị thuộc tỉnh Mascara, Algérie. Dân số thời điểm năm 2002 là 17.874 người.